# Ghost Hunt
Ghost Hunt (ゴーストハント?, Gōsuto Hanto) è un manga basato su una serie di light novel dal titolo Akuryō Series, creata da Fuyumi Ono e pubblicata dal 1989. Il manga è stato serializzato dal 7 luglio 1998, inizialmente sulla rivista Amie, per poi passare a Nakayoshi; gli ultimi capitoli sono stati pubblicati direttamente in formato tankōbon, fino alla conclusione della serie, il 30 settembre 2010, con il dodicesimo volume. In seguito ne è stata tratta una serie televisiva anime, che porta lo stesso titolo.
L'anime in patria è stato trasmesso nel 2006, nello stesso anno è stato annunciato che nel 2008 sarebbe stato distribuito in Nord America.

## Trama
La storia narra delle vicende di un gruppo di detective dell'occulto, a capo dei quali vi è il giovane Kazuya Shibuya, che è anche presidente dello Shibuya Psychic Research Center (SPR).
L'anime, che si apre con la caratteristica sequenza dove viene mostrata una data, cosa comune a tutti gli episodi, mostra Mai Taniyama e alcune sue amiche in procinto di raccontarsi, come abitudine dei ragazzi giapponesi, storie dell'orrore. Il gruppo finisce per essere interrotto da un nuovo compagno di classe, Kazuya Shibuya. Il giorno dopo Mai vede un edificio famoso per le storie di fantasmi che vengono narrate su di esso. Decide così di entrarvi e, esplorandolo, si imbatte in una videocamera digitale al centro di una stanza. Mentre si avvicina per prenderla, un uomo cerca di fermarla, ma quest'ultimo finisce per farsi male. Quell'uomo si chiama Rin Kōjo, ed è un altro componente della squadra di Kazuya. Mai sarà così costretta a prendere il suo posto. La trama si divide in piccole storie di alcune puntate ciascuna, inizialmente è proprio quell'edificio il protagonista. Una ragazza afferma di avere dei poteri e di percepire chiaramente una presenza dentro di esso. La ragazza si unirà al gruppo per dimostrare di avere ragione. Vediamo l'ingresso in scena degli altri personaggi, e ognuno cerca di rendersi utile, come John Brown, il prete cattolico che esorcizza l'edificio. Ogni volta che provano ad intervenire spiritualmente, accade un incidente, ma alla fine si scoprirà, grazie anche all'aiuto di Mai, che la colpa è proprio della ragazza unitasi al gruppo. Risolto il caso, Mai pensa di ritornare alla vita di tutti i giorni, ma Kazuya la chiama offrendole di lavorare ancora con loro.

## Personaggi
Mai Taniyama (谷山 麻衣?, Taniyama Mai)
Doppiatrice originale: Kaori Nazuka
La ragazza co-protagonista della serie, una studentessa delle superiori che inizia a lavorare per la SPR, e diventa così il sostituto di uno dei componenti della squadra, affiancando Kazuya. Anche se critica apertamente Kazuya per il suo comportamento egotistico, attraverso la serie sviluppa dei sentimenti amorosi verso di esso, che si manifestano spesso attraverso sogni in cui lui le sorride e la aiuta. È proprio Kazuya ad affermare che Mai ha dei poteri di chiaroveggenza, attraverso un test per l'ESP. Le sue abilità sono definite latenti, come premonizioni attraverso i sogni, oppure un sesto senso che si manifesta in un momento di imminente pericolo. Negli episodi più recenti arriva ad avere delle esperienze extracorporee, mentre il suo vero corpo dorme e impara formule di esorcismo da Ayako e Hōshō  . Entrambi i suoi genitori sono morti durante la sua infanzia. Era stata così adottata da un suo insegnante, finché non è andata a vivere da sola.
Kazuya Shibuya (渋谷 一也?, Shibuya Kazuya)
Doppiatore originale: Yūki Tai
Il protagonista della serie, presidente, a dispetto della giovane età dell'istituto di ricerca SPR. Le sue abilità vengono sempre tenute nascoste fino alla fine, quando gli altri sono in difficoltà. Il suo carattere è riservato. Nel primo episodio dell'anime Mai decide di soprannominarlo "Naru-chan", che sta per "Naruchisisuto" ovvero "Narcisista", per via delle sue "arie da io-sono-il-numero-uno". Nel corso della serie inizierà a provare qualcosa per Mai.
Kōjo Lin (林 興徐?, Rin Kōjo)
Doppiatore originale: Ken Narita
Il componente che viene ferito inizialmente da Mai e assistente di Naru. Taciturno e solitario, proviene da Hong Kong. Si scopre essere un onmyōji con la particolarità di riuscire ad evocare dei piccoli mostri chiamati familiari.
Hōshō Takigawa (滝川 法生?, Takigawa Hōshō)
Doppiatore originale: Kenji Hamada
Un monaco buddhista proveniente dal monte Kōya, chiamato Bou-chan dagli altri, anche se non considera questo come un vero lavoro, tanto che arriva a suonare in una band musicale. A discapito dell'aspetto, all'occorrenza la sua tecnica è molto efficace. Difenderà il resto del gruppo a costo di ferirsi, cosa che capiterà più volte. Sembra nutrire forti sentimenti per Mai.
Ayako Matsuzaki (松崎 綾子?, Matsuzaki Ayako)
Doppiatrice originale: Masami Suzuki
Una sacerdotessa shintoista che confida molto nelle sue abilità. Durante gli esorcismi indossa la tipica veste da cerimonia. Le sue abilità la legano alla natura, all'inizio viene sottovalutata dal gruppo, ma verso la fine della serie riuscirà a proteggere il gruppo da un'orda di persone possedute da spiriti maligni.
John Brown (ジョン・ブラウン?, Jon Buraun)
Doppiatore originale: Nobuhiko Okamoto
Dall'aspetto il più giovane, basso e biondo, in realtà il ragazzo è un prete esorcista cattolico proveniente dall'Australia. Generalmente utilizza l'acqua santa per cacciare gli spiriti, ma è capace di rituali più sofisticati. La sua tecnica base la vediamo fin dalla seconda puntata, mentre soltanto verso la fine vediamo la sua pratica più elaborata, dove si mostrano quattro croci volanti che circondano lo spirito. Altro particolare è che quando recita le formule di esorcismo la lingua da lui usata è il latino.
Masako Hara (原 真砂子?, Hara Masako)
Doppiatrice originale: Rie Kugimiya
Una ragazza dotata di poteri da medium, molto famosa per via di un popolare show televisivo. Riesce, a percepire, vedere e a parlare con i morti, nell'arco della prima avventura cade incidentalmente e si ferisce, tornando solo dopo svariati episodi. Veste sempre diversi kimoni, a eccezione di un episodio finale. Nutre dei sentimenti verso Kazuya e vede Mai inizialmente come una rivale.

## Episodi
| Nº | Giapponese 「Kanji」 - Rōmaji                                | In onda          | In onda |
| Nº | Giapponese 「Kanji」 - Rōmaji                                | Giapponese       |         |
| 1  | 「FILE1 悪霊がいっぱい!?#1」 - FILE1 Akuryō ga ippai!?#1     | 3 ottobre 2006   |         |
| 2  | 「FILE1 悪霊がいっぱい!? #2」 - FILE1 Akuryō ga ippai!? #2   | 10 ottobre 2006  |         |
| 3  | 「FILE1 悪霊がいっぱい!? #3」 - FILE1 Akuryō ga ippai!? #3   | 17 ottobre 2006  |         |
| 4  | 「FILE2 人形の家 #1」 - FILE2 Ningyō no ie #1                | 24 ottobre 2006  |         |
| 5  | 「FILE2 人形の家 #2」 - FILE2 Ningyō no ie#2                 | 31 ottobre 2006  |         |
| 6  | 「FILE2 人形の家 #3」 - FILE2 Ningyō no ie#3                 | 7 novembre 2006  |         |
| 7  | 「FILE 3 放課後の呪者 #1」 - FILE3 Hōkago no jusha #1        | 14 novembre 2006 |         |
| 8  | 「FILE 3 放課後の呪者 #2」 - FILE3 Hōkago no jusha #2        | 21 novembre 2006 |         |
| 9  | 「FILE 3 放課後の呪者 #3」 - FILE3 Hōkago no jusha #3        | 28 novembre 2006 |         |
| 10 | 「FILE 3 放課後の呪者 #4」 - FILE3 Hōkago no jusha #4        | 5 dicembre 2006  |         |
| 11 | 「FILE4 公園の怪談!?」 - FILE4 Kōen no kaidan!?              | 12 dicembre 2006 |         |
| 12 | 「FILE5 サイレント·クリスマス#1」 - FILE5 SILENT CHRISTMAS#1 | 19 dicembre 2006 |         |
| 13 | 「FILE5 サイレント·クリスマス#2」 - FILE5 SILENT CHRISTMAS#2 | 26 dicembre 2006 |         |
| 14 | 「FILE6 禁じられた遊び#1」 - FILE6 Kinjirareta asobi#1       | 9 gennaio 2007   |         |
| 15 | 「FILE6 禁じられた遊び#2」 - FILE6 Kinjirareta asobi#2       | 16 gennaio 2007  |         |
| 16 | 「FILE6 禁じられた遊び#3」 - FILE6 Kinjirareta asobi#3       | 23 gennaio 2007  |         |
| 17 | 「FILE6 禁じられた遊び#4」 - FILE6 Kinjirareta asobi#4       | 30 gennaio 2007  |         |
| 18 | 「FILE7 血ぬられた迷宮#1」 - FILE7 Chinurareta meikyū#1      | 6 febbraio 2007  |         |
| 19 | 「FILE7 血ぬられた迷宮#2」 - FILE7 Chinurareta meikyū#2      | 13 febbraio 2007 |         |
| 20 | 「FILE7 血ぬられた迷宮#3」 - FILE7 Chinurareta meikyū#3      | 20 febbraio 2007 |         |
| 21 | 「FILE7 血ぬられた迷宮#4」 - FILE7 Chinurareta meikyū#4      | 27 febbraio 2007 |         |
| 22 | 「FILE8 呪いの家#1」 - FILE8 Noroi no ie#1                   | 6 marzo 2007     |         |
| 23 | 「FILE8 呪いの家#2」 - FILE8 Noroi no ie#2                   | 13 marzo 2007    |         |
| 24 | 「FILE8 呪いの家#3」 - FILE8 Noroi no ie#3                   | 20 marzo 2007    |         |
| 25 | 「FILE8 呪いの家#4」 - FILE8 Noroi no ie#4                   | 27 marzo 2007    |         |